# Anthicus wiesneri
Anthicus wiesneri es una especie de coleóptero de la familia Anthicidae.

## Distribución geográfica
Habita en Nueva Caledonia.